# Sinopieris
Sinopieris — род чешуекрылых из семейства белянок и подсемейства Pierinae.

## Систематика
В состав рода входят:
- Sinopieris dubernardi (Oberthür, 1884) — Тибет, Сычуань, Юньнань
- Sinopieris davidis (Oberthür, 1876) — Юньнань
- Sinopieris stoetzneri (Draeseke, 1925) — Сычуань, Юньнань
- Sinopieris venata (Leech, 1891) —
- Sinopieris kozlovi (Alpheraky, 1897) —
- Sinopieris sherpae (Epstein, 1979) —